# Harry F. Millarde
Harry F. Millarde (Cincinnati, Ohio, EUA, 12 de novembro de 1885 - Bayside, Queens, Nova Iorque, 2 de novembro de 1931) foi um ator, produtor e diretor pioneiro do cinema mudo americano também conhecido(a) como: Harry Millarde ou Harry Millard.

## Biografia
Seu nome de nascimento é Harry Edward Sachs. Ele tinha dois irmãos mais velhos, Dr. Abraham Sachs (1872-1919) e Eva Sachs Siebler (1875-1960). Ele começou sua carreira no cinema como ator com a Kalem Studios em 1913na cidade de Nova York, como Harry F. Millarde. Posteriormente, dirigiu curtas-metragens para Kalem e em 1917 começou a trabalhar como diretor da Fox Film Corporation. Seus filmes de maior sucesso na Fox foram "Over the Hill to the Poorhouse" (1920) e "If Winter Comes" (1923) baseado nos livros do autor ASM Hutchinson. Entre outras obras de Millarde estão The Octoroon (1913), The Vampire (1913) e o thriller My Friend the Devil (1922) baseado no romance francês Le Docteur Rameau de Georges Ohnet.
Millarde dirigiu seu último filme em 1927 e morreu de ataque cardíaco na cidade de Nova York em 1931, dez dias antes de seu 46º aniversário, foi sepultado em Woodlawn Cemetery. Harry foi casado com a atriz June Caprice (1895-1936), que dirigiu em oito filmes para a Fox. Ironicamente, ela também morreu dez dias antes de seu aniversário de 40 anos, a atriz que tinha câncer morreu devido a um ataque cardíaco. A filha deles, June Elizabeth Millarde, tinha 14 anos quando sua mãe morreu. Criada por seus avós em Long Island, Nova York, ela se tornou conhecida como Toni Seven. A edição de 17 de junho de 1949 da Time relatou que ela era a herdeira de uma fortuna estimada de US $ 3 milhões.

## Filmografia Parcial
- Breaking into the Big League (1913)
- The Octoroon (1913)
- The Vampire (1913)
- The Vampire's Trail (1914)
- The Siren's Reign (1915)
- Little Miss Nobody (1917)
- Every Girl's Dream (1917)
- Blue-Eyed Mary (1918)
- Miss Innocence (1918)
- Bonnie Annie Laurie (1918)
- Gambling in Souls (1919)
- The Love That Dares (1919)
- When Fate Decides (1919)
- The White Moll (1920)
- Over the Hill to the Poorhouse (1920)
- My Friend the Devil (1922)
- The Town That Forgot God (1922)
- If Winter Comes (1923)
- The Governor's Lady (1923)
- The Taxi Dancer (1927)

## Ligações Externas
- Harry F. Millarde. no IMDb.
- Harry Millarde (com megafone) durante a produção de Over the Hill to the Poorhouse (1920)
- imagens de cinejornais de Harry Millarde no Aquitania, 1922